# Säteritak

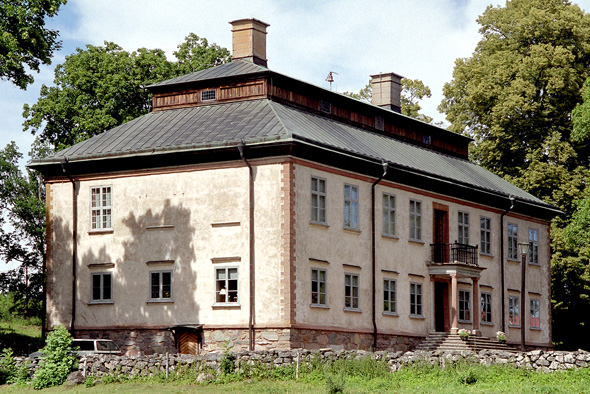
Säteritak på Stola herrgård.

Säteritak, eller karolinertak, är en typ av takutformning på byggnad, som var en vanlig takform i Sverige under stormaktstiden och därefter (från 1600-talet och framåt) på herrgårds- och slottsbyggnader. Taktypen är ett valmat tak som är brutet av ett lågt vertikalt parti.
Ett typiskt säteritak består av två takfall och mellanliggande våning med fönster. Säteritaket visade att gården var en frälsegård (ett säteri) och att gården alltså var befriad från skatt.